# فرانسيس براون
فرانسيس براون (بالإنجليزية: Frances Browne)‏ هي كاتِبة وشاعرة أيرلندية، ولدت في 16 يناير 1816 في Stranorlar ‏ في جمهورية أيرلندا، وتوفيت في 21 أغسطس 1879 في ريتشموند على نهر التايمز في المملكة المتحدة.